# Синхронное плавание на летней Спартакиаде народов СССР 1986
Соревнования по синхронному плаванию на IX летней Спартакиаде народов СССР проходили с 25 по 28 сентября 1986 года в спорткомплексе «Олимпийский» в Москве. В них приняли участие 79 спортсменок из команд 8 союзных республик, Москвы и Ленинграда. Было разыграно 3 комплекта наград среди солисток, дуэтов и групп. Этот турнир не носил статус 5-го чемпионата СССР, который был проведён отдельно в июле 1986 года в Киеве.

## Медалисты
| Дисциплина | Золото | Золото | Серебро | Серебро | Бронза | Бронза |
| Соло       | Татьяна Титова Москва | 181,98 | Елена Долженко Ленинград | 180,93  | Мария Черняева Москва | 180,50 |
| Дуэты      | Ирина Потёмкина Татьяна Титова Москва                                                                                                   | 179,00 | Вера Артёмова Ирина Жукова РСФСР                                                                                                 | 177,12  | Екатерина Лаврик Анастасия Лифаренко Москва                                                                                                  | 170,74 |
| Группы     | Москва Елена Дашина Екатерина Лаврик Анастасия Лифаренко Ольга Малинина Екатерина Морейно Ирина Потёмкина Татьяна Титова Мария Черняева | 178,41 | РСФСР Вера Артёмова Ольга Белая Галина Горбунова Ирина Жукова Татьяна Илюхина Светлана Кирилина Татьяна Лобачёва Татьяна Нечаева | 169,49  | Грузинская ССР Яна Алавидзе Анжела Вознюк Нино Гелашвили Ольга Дьякова Нино Майсурадзе Лела Мамиаури Элисо Маргвелашвили Христина Фаласиниди | 168,21 |